# Otaku

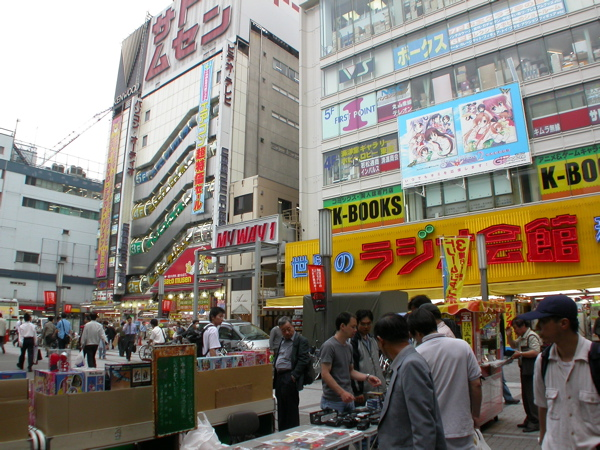
Khu phố Akihabara của Tokyo, một địa điểm tập hợp otaku nổi tiếng

Otaku (Nhật: おたく (御宅) (Ngự trạch)/ オタク, hoặc ヲタク) là một từ tiếng Nhật miêu tả những người có sở thích mãnh liệt, đặc biệt là đối với anime và manga, trò chơi video hoặc máy tính. Cách sử dụng từ này đương thời bắt nguồn từ một bài tiểu luận của Nakamori Akio đăng trên Manga Burikko vào năm 1983. Otaku có thể được dùng như một từ miệt thị với hàm ý tiêu cực, bắt nguồn từ một góc nhìn rập khuôn về otaku như những kẻ bị xã hội ruồng bỏ và truyền thông đưa tin về Miyazaki Tsutomu qua vụ "Sát nhân otaku" vào năm 1989. Theo các nghiên cứu được xuất bản vào năm 2013, thuật ngữ này đã mang ít tính tiêu cực hơn, và ngày càng đông người giờ đây tự nhận mình là otaku, cả ở Nhật Bản lẫn nhiều nơi khác. Trong số 137.734 bạn thanh thiếu niên nhận được khảo sát ở Nhật Bản vào năm 2013, 42.2% bạn tự nhận mình là một loại otaku.
Tiểu văn hóa Otaku là đề tài trung tâm của nhiều tác phẩm anime và manga, phim tài liệu và nghiên cứu học thuật. Tiểu văn hóa bắt đầu ở thập niên 1980 khi tâm lý xã hội thay đổi và nuôi dưỡng những đặc tính otaku ở các trường học Nhật Bản, cộng với những cá nhân như thế cam chịu việc về sau chắc chắn bị xem là những kẻ bị xã hội ruồng bỏ. Sự ra đời của tiểu văn hóa trùng hợp với sự bùng nổ của anime, sau khi ra đời các tác phẩm như Mobile Suit Gundam trước khi nó phân nhánh thành Comic Market. Tiểu văn hóa otaku tiếp tục phát triển cùng với sự mở rộng của internet và phương tiện truyền thông, khi mà nhiều bộ anime, trò chơi video, chương trình và truyện tranh ra đời. Sau đấy định nghĩa về otaku trở nên phức tạp hơn và nhiều cách phân loại otaku đã xuất hiện. Năm 2005, Viện nghiên cứu Nomura chia otaku thành 12 nhóm và ước tính quy mô cũng như tác động thị trường của từng nhóm này. Những tổ chức khác thì chia nhỏ nhóm hơn nữa hoặc chú trọng vào một sở thích otaku duy nhất. Các ấn phẩm này phân loại từng nhóm riêng biệt bao gồm otaku anime, manga, máy ảnh, ô tô, thần tượng và điện tử. Năm 2005, tác động kinh tế của otaku được ước tính lên tới 2 nghìn tỷ yên Nhật (18 tỷ đô la Mỹ).

## Từ nguyên học
Otaku bắt nguồn từ một thuật ngữ tiếng Nhật để chỉ ngôi nhà hoặc gia đình của người khác (お宅, otaku). Từ có thể được dùng ẩn dụ dưới dạng một phần của kính ngữ trong tiếng Nhật thành một đại từ ngôi thứ hai. Theo cách dùng này, từ dịch có nghĩa là "bạn". Nó gắn liền với một vài phương ngữ tiếng Nhật phương Tây và các bà nội trợ, mang ít tính trực tiếp và xa cách hơn các đại từ thân mật, chẳng hạn như anata và các đại từ nam tính, như kimi và omae.
Nguồn gốc của việc sử dụng đại từ này đối với những người hâm mộ manga/anime ở thập niên 1980 hiện chưa rõ. Những người hâm mộ khoa học viễn tưởng sử dụng otaku để xưng hô với các chủ nhân cuốn sách vào cuối thập niên 1960 (theo nghĩa "[nhà của bạn] có cuốn sách này không?"). Nhà phê bình xã hội Ōtsuka Eiji cho rằng otaku được dùng vì nó cho phép những người gặp nhau lần đầu (chẳng hạn như tại một hội nghị) tương tác từ khoảng cách thoải mái. Một giả thuyết cho rằng otaku được tác giả khoa học viễn tưởng Arai Motoko phổ biến thành một đại từ trong một bài tiểu luận đăng trên tạp chí Variety vào năm 1981, một giả thuyết khác lại cho rằng nó được phổ biến bởi những người hâm mộ xưởng phim anime Gainax, mà một vài trong số những nhà sáng lập xưởng phim đến từ tỉnh Tottori ở miền Tây Nhật Bản (nơi thường dùng từ otaku). Đại từ này cũng được các nhân vật Ichijyo Hikaru và Lynn Minmay sử dụng trong bộ anime nổi tiếng Macross, (trình chiếu lần đầu vào năm 1982); họ gọi nhau là otaku cho đến khi họ hiểu nhau hơn.
Dạng tiếng lóng hiện đại (được phân biệt với cách sử dụng cũ hơn nhờ viết bằng hiragana (おたく), katakana (オタク hoặc, ít thường xuyên hơn, ヲタク) hoặc hiếm khi bằng rōmaji) lần đầu xuất hiện trong diễn ngôn công cộng ở thập niên 1980, thông qua tác phẩm của tiểu luận gia và cây viết hài Nakamori Akio. Bộ 'Otaku' Research (『おたく』の研究 "Otaku" no Kenkyū) năm 1983 của ông được in trên tạp chí lolicon Manga Burikko, đã áp dụng thuật ngữ này dưới dạng từ miệt thị dành cho những người hâm mộ "khó ưa", cụ thể là công kích phong cách thời trang và ngoại hình bị xem là nghèo nàn của họ. Nakamori đặc biệt chỉ trích "những kẻ cuồng manga" hướng đến các nhân vật nữ dễ thương, và giải thích cái mác otaku của mình là thuật ngữ xưng hô được dùng giữa những học sinh sơ trung trong những hội thảo manga và anime.
Năm 1989, vụ án Miyazaki Tsutomu (hay "Kẻ sát nhân Otaku") đã làm cho cộng đồng người hâm mộ bị chú ý theo cách rất tiêu cực trên toàn quốc.  Miyazaki (sát nhân chọn ngẫu nhiên và sát hại bốn cô gái) có một bộ sưu tập gồm 5.763 băng video, một số chứa anime và phim chặt chém được tìm thấy xen lẫn với các cuốn băng video và hình ảnh các nạn nhân. Cuối năm ấy, tạp chí tri thức đương đại Bessatsu Takarajima đã dành số thứ 104 cho chủ đề otaku. Bài viết có nhan đề là Otaku no Hon (おたくの本 lit. Cuốn sách otaku) và đi sâu vào tiểu văn hóa otaku với 19 bài viết của những nhân vật nội bộ otaku, trong số đó có Nakamori Akio. Ấn phẩm này được học giả Rudyard Pesimo cho là đã phổ biến thuật ngữ này.

## Cách sử dụng
Trong tiếng lóng Nhật Bản hiện đại, thuật ngữ otaku gần như tương tự "geek" hoặc "nerd" (cả hai đều theo nghĩa rộng; một geek công nghệ sẽ là gijutsu otaku (技術オタク gijutsu otaku)  ) và một nerd học thuật sẽ là bunkakei otaku (文化系オタク bunkakei otaku) hoặc gariben (ガリ勉 gariben)), nhưng theo lối xúc phạm hơn được sử dụng ở phương Tây. Nó cũng được áp dụng cho bất kỳ người hâm mộ ở bất kỳ đề tài, chủ đề, sở thích hoặc hình thức giải trí cụ thể nào. "Khi những người này được gọi là otaku, họ bị đánh giá về hành vi của mình - và mọi người đột nhiên coi một otaku là một người không thể liên hệ với thực tế." Từ được du nhập vào tiếng Anh dưới dạng từ mượn tiếng Nhật. Nó thường được dùng để chỉ người hâm mộ anime/manga nhưng cũng có thể chỉ trò chơi video Nhật Bản hoặc văn hóa Nhật Bản nói chung. Tạp chí Otaku USA của Mỹ là đơn vị phổ biến và đưa tin về những khía cạnh ấy. Việc sử dụng từ ấy là nguồn gây tranh cãi giữa một số người hâm mộ, do hàm ý tiêu cực của nó và sự rập khuôn của cộng đồng hâm mộ. Tiếng Anh tiếp xúc rộng rãi với thuật ngữ này vào năm 1988 với việc phát hành Gunbuster, để chỉ những người hâm mộ anime là otaku. Gunbuster được phát hành chính thức bằng tiếng Anh vào tháng 3 năm 1990. Việc sử dụng thuật ngữ này lan rộng khắp nhóm Usenet rec.arts.anime với những bàn luận về miêu tả otaku trong Otaku no Video trước khi phát hành bằng tiếng Anh năm 1994. Những khía cạnh tích cực và tiêu cực, kể cả cách sử dụng mang tính miệt thị, đã bị trộn lẫn. Thuật ngữ này cũng được cuốn tiểu thuyết Idoru năm 1996 của William Gibson phổ biến qua việc nhắc đến otaku.

## Tiểu văn hóa
Morikawa Kaichirō nhận định tiểu văn hóa là đặc trưng của Nhật Bản, một sản phẩm của hệ thống trường học và xã hội. Trường học Nhật Bản có cấu trúc lớp học hoạt động dưới dạng hệ thống đẳng cấp, nhưng các câu lạc bộ lại là một ngoại lệ đối với hệ thống phân cấp xã hội. Trong các câu lạc bộ này, sở thích của học sinh sẽ được công nhận và nuôi dưỡng, phục vụ cho sở thích của otaku. Thứ hai, cấu trúc theo chiều dọc của xã hội Nhật Bản xác định giá trị của các cá nhân bằng sự thành công của họ. Cho đến cuối thập niên 1980, những người đàn ông kém thể thao và kém hấp dẫn tập trung vào học thuật, hy vọng kiếm được một công việc tốt và kết hôn để nâng cao vị thế xã hội của họ. Thay vào đó, những người không thể thành công về mặt xã hội lại chú trọng vào sở thích của họ (thường là ở tuổi trưởng thành) với lối sống chú tâm vào những sở thích ấy, qua đó càng thúc đẩy việc tạo ra tiểu văn hóa otaku.
Ngay cả trước khi thuật ngữ này ra đời, những đặc điểm khuôn mẫu của tiểu văn hóa được nhận định trong một ấn bản năm 1981 của Fan Rōdo (Fan road) về "các câu lạc bộ văn hóa". Những cá nhân này bị thu hút bởi anime (một nền văn hóa phản kháng) với việc phát hành các tác phẩm khoa học viễn tưởng nặng đô như Mobile Suit Gundam. Những tác phẩm này cho phép tập hợp và phát triển những sở thích ám ảnh, biến anime thành một phương tiện dành cho những sinh viên không nổi tiếng, phục vụ những người hâm mộ cuồng nhiệt. Sau khi những người hâm mộ này phát hiện ra Comic Market, thuật ngữ này được sử dụng như một danh tính tập thể tự xác nhận và tự giễu nhại.
Vụ án "Sát nhân Otaku" năm 1989 đã gây nên ý nghĩa tiêu cực cho cộng đồng hâm mộ cho đến nay vẫn chưa gột rửa hoàn toàn. Việc nhận định otaku trở nên tiêu cực vào cuối năm 2004 khi Kobayashi Kaoru bắt cóc, tấn công tình dục và sát hại một bé học sinh học lớp một mới 7 tuổi. Nhà báo Nhật Bản Ōtani Akihiro nghi ngờ rằng tội ác của Kobayashi là do một thành viên của moe zoku gây ra ngay cả trước khi anh ta bị bắt. Mặc dù Kobayashi không phải là một otaku, nhưng mức độ thù địch của xã hội đối với otaku ngày càng tăng. Cơ quan thực thi pháp luật coi otaku là đối tượng tình nghi có thể phạm tội tình dục và chính quyền địa phương kêu gọi ban hành luật gắt gao hơn để kiểm soát mô tả nội dung khiêu dâm trong các tài liệu otaku.
Tuy nhiên không phải mọi sự chú ý đều theo hướng tiêu cực. Trong cuốn sách Otaku, Azuma Hiroki nhận xét: "Từ năm 2001 đến 2007, các hình thái và thị trường otaku đã nhanh chóng giành được sự công nhận của xã hội ở Nhật Bản", và nhắc đến thực tế rằng "vào năm 2003, Miyazaki Hayao đã đoạt giải Oscar cho tác phẩm Sen và Chihiro ở thế giới thần bí; cùng lúc ấy Murakami Takashi được ghi nhận với những thiết kế kiểu otaku; vào năm 2004, gian hàng Nhật Bản trong triển lãm Kiến trúc Quốc tế Biennale Venezia (Kiến trúc Biennale) năm 2004 đã trình bày otaku. Năm 2005, từ moe (một trong những từ khóa của tập hiện tại) được chọn là một trong 10 "từ thông dụng của năm". Nguyên Thủ tướng Nhật Bản Asō Tarō cũng tự nhận mình là một otaku, sử dụng tiểu văn hóa này để thúc đẩy Nhật Bản trong các vấn đề đối ngoại. Năm 2013, một nghiên cứu của Nhật Bản trên 137.734 người cho thấy 42,2% người tự nhận mình là một loại otaku. Nghiên cứu này cho thấy rằng sự kỳ thị từ này đã biến mất và thuật ngữ này đã được nhiều người chấp nhận. Kondo Marie chia sẻ với ForbesWomen vào năm 2020: "Tôi tin rằng việc trở thành một otaku đã giúp tôi tập trung sâu sắc, qua đó chắc chắn góp phần vào thành công của tôi."
Cuối thập niên 1990, otaku là một tiểu văn hóa phổ biến trong những người thuộc Thế hệ X ở Hoa Kỳ. Đầu thập niên 2000, cộng đồng otaku tại Hoa Kỳ thường có cả những bạn trẻ ở ngoại ô và các nhóm trực tuyến ngách.

### Địa điểm
Quận Akihabara ở Tokyo (nơi có những quán cà phê hầu gái với các nữ bồi bàn ăn mặc và hành động như hầu gái hoặc nhân vật anime) là một trung tâm thu hút nổi tiếng đối với otaku. Akihabara còn có hàng tá cửa hàng chuyên về anime, manga, trò chơi video cổ điển, tượng nhỏ, trò thẻ bài và những vật phẩm sưu tầm khác. Một địa điểm nổi tiếng khác là phố Otome Road ở Ikebukuro, Tokyo. Tại Nagoya, sinh viên từ Đại học thành phố Nagoya đã khởi động một dự án nhằm giúp quảng bá các điểm du lịch tiềm ẩn liên quan đến văn hóa otaku để thu hút nhiều otaku hơn đến thành phố.

### Tiểu loại

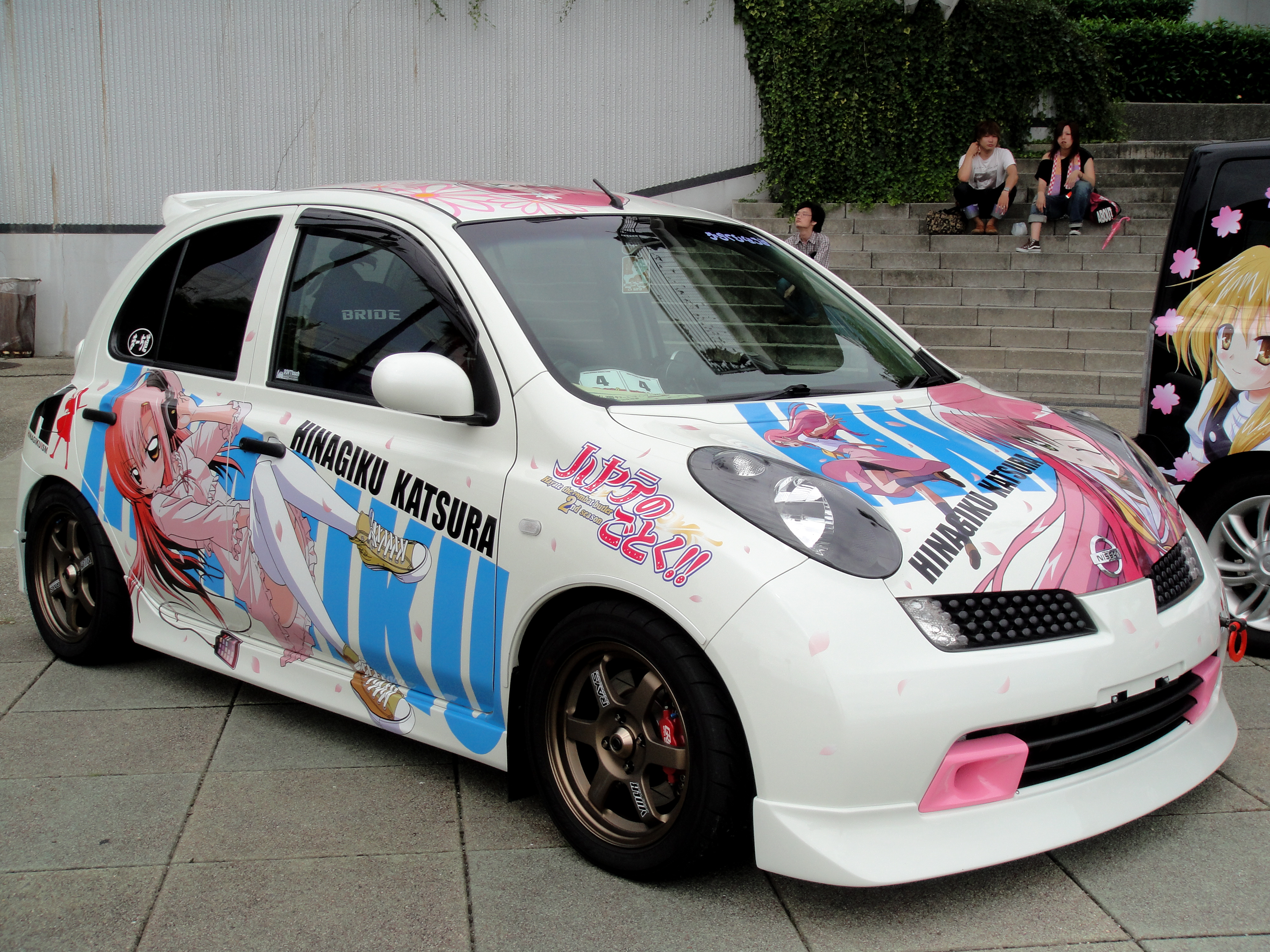
Một chiếc xe Nissan March có hình nhân vật Katsura Hinagiku từ bộ manga Hayate no Gotoku

Có những thuật ngữ cụ thể cho các loại otaku khác nhau, gồm có fujoshi (腐女子 nghĩa đen "hủ nữ"), một thuật ngữ tiếng Nhật mang tính miệt thị tự giễu nhại dành cho những người hâm mộ yaoi là nữ, chú tâm vào các mối quan hệ đồng giới nam. Reki-jo là những nữ otaku quan tâm đến lịch sử Nhật Bản. Một số thuật ngữ đề cập đến một địa điểm, chẳng hạn như Akiba-kei, một thuật ngữ tiếng lóng nghĩa là "kiểu Akihabara" áp dụng cho những người quen thuộc với văn hóa của Akihabara.

### Truyền thông
Otaku thường tham gia tự giễu nhại mình thông qua sản xuất hoặc quan tâm đến sự hài hước nhắm vào tiểu văn hóa của họ. Otaku anime và manga là đối tượng của nhiều tác phẩm tự phê phán, chẳng hạn như Otaku no Video chứa một buổi phỏng vấn trực tiếp nhại tài liệu nhằm chế nhạo tiểu văn hóa otaku và đưa cả đội nhân viên của chính Gainax làm người trả lời phỏng vấn. Những tác phẩm khác miêu tả tiểu văn hóa otaku mang tính ít phê phán hơn, chẳng hạn như Genshiken và Comic Party. Một bộ light novel nổi tiếng (về sau được chuyển thể thành manga và anime) là Chào mừng đến với N.H.K! chú trọng vào các tiểu văn hóa phổ biến với otaku và nêu bật những thành phần bị xã hội ruồng bỏ khác như hikikomori và NEET. Những tác phẩm lấy một nhân vật otaku làm trọng tâm thì có WataMote, với cốt truyện về một nữ otaku otome game kém hấp dẫn và khó gần, thể hiện ảo tượng về địa vị xã hội của cô; và No More Heroes, một trò chơi video về một sát thủ otaku tên là Travis Touchdown và những chuyến phiêu lưu siêu thực của anh lấy cảm hứng từ anime và manga. Truyền thông đưa tin về otaku còn hiện diện ngoài Nhật Bản, chẳng hạn như bộ phim tài liệu Otaku Unite! của Mỹ chú trọng vào văn hóa otaku bên Mỹ, còn tiểu thuyết Philippines Otaku Girl kể câu chuyện về một thế giới thực tế ảo nơi otaku có thể nhập vai và sử dụng năng lực của các nhân vật anime mà họ yêu thích.

### Thói quen otaku
Một thuật ngữ được sử dụng trong cộng đồng hâm mộ của otaku là wotagei hay otagei (ヲタ芸 or オタ芸), một dạng cổ động thuộc Akiba-kei. Những thuật ngữ khác, chẳng hạn như itasha (痛車) , nghĩa đen là "chiếc xe đau đớn (xấu hổ)", miêu tả những phương tiện được trang trí bằng các nhân vật hư cấu, đặc biệt là các nhân vật bishōjo game hoặc eroge.

## Loại hình

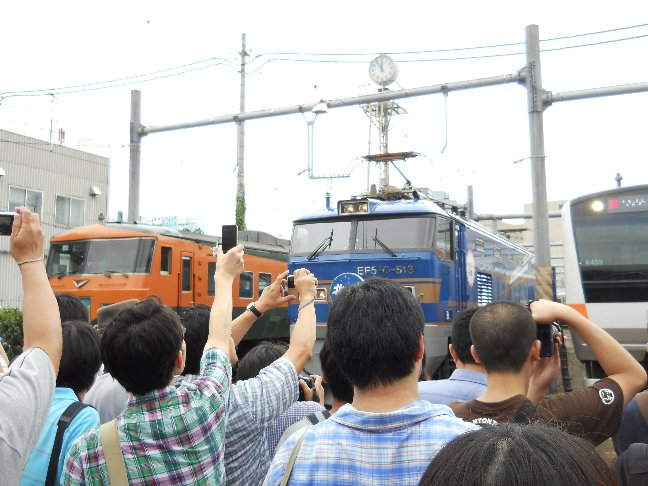
Người yêu đường sắt hoặc anorak chụp ảnh đoàn tàu tại sự kiện khai trương kho hàng năm ở Tokyo vào tháng 8 năm 2011

Viện nghiên cứu Nomura (NRI) đã tiến hành hai nghiên cứu lớn về otaku, nghiên cứu đầu tiên vào năm 2004 và nghiên cứu xét lại với định nghĩa cụ thể hơn vào năm 2005. Nghiên cứu năm 2005 xác định 12 lĩnh vực chính mà otaku quan tâm. Trong số các nhóm này, manga là lớn nhất, với 350.000 cá nhân và quy mô thị trường 83 tỷ yên Nhật. Otaku thần tượng là nhóm lớn tiếp theo, với 280.000 cá nhân và 61 tỷ yên; otaku du lịch với 250.000 cá nhân và 81 tỷ yên; otaku PC với 190.000 cá nhân và 36 tỷ yên; otaku trò chơi video với 160.000 cá nhân và 21 tỷ yên; otaku ô tô với 140.000 cá nhân và 54 tỷ yên; otaku anime với 110.000 cá nhân và 20 tỷ yên. 5 hạng mục còn lại bao gồm otaku thiết bị IT di động với 70.000 cá nhân và 8 tỷ yên; otaku thiết bị nghe nhìn với 60.000 cá nhân và 12 tỷ yên; otaku camera với 50.000 cá nhân và 18 tỷ yên; otaku thời trang với 40.000 cá nhân và 13 tỷ yên; và otaku đường sắt, với 20.000 cá nhân và 4 tỷ yên. Những giá trị này đã được công bố một phần với ước tính cao hơn nhiều vào năm 2004, nhưng định nghĩa này tập trung vào chủ nghĩa tiêu dùng chứ không phải "đặc điểm tâm lý độc đáo" của otaku được sử dụng trong nghiên cứu năm 2005.
Nghiên cứu năm 2005 của NRI cũng đưa ra năm nguyên mẫu otaku. Đầu tiên là otaku thiên hướng gia đình, những người có sở thích rộng và trưởng thành hơn otaku khác; đối tượng quan tâm của họ là bí mật và họ là "otaku kín". Thứ hai là otaku nghiêm túc "để lại dấu ấn của riêng tôi trên thế giới", với sở thích về lĩnh vực cơ khí hoặc tính cách kinh doanh. Loại thứ ba là otaku "đa sở thích nhạy cảm với truyền thông", những người có sở thích đa dạng chung với những người khác. Loại thứ tư là "otaku hướng ngoại và quyết đoán", những người được công nhận bằng cách quảng bá sở thích của họ. Loại cuối cùng là " otaku bị ám ảnh bởi tạp chí người hâm mộ", chủ yếu là phụ nữ với một nhóm nhỏ nam giới là "kiểu moe"; sở thích bí mật là chú trọng sản xuất hoặc quan tâm đến các tác phẩm của người hâm mộ. Viện nghiên cứu Hamagin phát hiện ra rằng nội dung liên quan đến moe đáng giá 88,8 tỷ yên (807 triệu đô la Mỹ) vào năm 2005, và một nhà phân tích ước tính thị trường có thể lên tới 2 nghìn tỷ yên (18 tỷ đô la Mỹ). Tokyo Otaku Mode có trụ sở tại Nhật Bản (một nơi đưa tin tin tức liên quan đến otaku) đã nhận được gần 10 triệu lượt thích trên Facebook.
Những phân loại khác về sở thích otaku gồm có Vocaloid, cosplay, tượng nhân vật và đấu vật chuyên nghiệp theo phân loại của Viện nghiên cứu Yano. Yano Research báo cáo và theo dõi sự tăng trưởng và xu hướng thị trường trong các lĩnh vực chịu ảnh hưởng nặng của chủ nghĩa tiêu dùng otaku. Năm 2012, Viện ghi nhận mức tăng trưởng khoảng 30% trong mô phỏng hẹn hò và otaku chơi game trực tuyến, trong khi Vocaloid, cosplay, thần tượng và dịch vụ hầu gái tăng 10%, qua đó xác nhận dự đoán năm 2011 của Viện.

### Ōkina otomodachi
Ōkina otomodachi (大きなお友達) là một cụm từ tiếng Nhật có nghĩa đen là "người bạn lớn" hoặc "người bạn trưởng thành". Otaku của Nhật dùng nó để tự miêu tả họ là những người hâm mộ trưởng thành của một bộ anime, manga hoặc chương trình truyền hình lúc đầu nhắm đến đối tượng thiếu nhi. Lưu ý rằng phụ huynh xem chương trình kiểu như vậy cùng con mình không được xem là ōkina otomodachi, hay phụ huynh mua đĩa DVD anime cho con mình cũng vậy; ōkina otomodachi là những người mua bộ anime thiếu nhi để phục vụ nhu cầu của chính họ. Ngoài ra, nếu tác phẩm nhắm đến đối tượng người lớn thì người hâm mộ của tác phẩm ấy không phải ōkina otomodachi. Do đó ōkina otomodachi và otaku là hai khái niệm khác nhau.

### Tác phẩm trích dẫn
- Galbraith, Patrick W. (2012). Otaku Spaces. Seattle: Chin Music Press. ISBN 978-0-9844576-5-6.
- Galbraith, Patrick W. (2009). The Otaku Encyclopedia. Tokyo: Kodansha.
- Galbraith, Patrick W. (2019). Otaku and the Struggle for Imagination in Japan. Durham: Duke University Press. doi:10.2307/j.ctv1220mhm. ISBN 978-1-4780-0509-4. JSTOR j.ctv1220mhm. OCLC 1148100778.